# Marikina
Pour les articles homonymes, voir Marikina (singe).
Marikina est une ville faisant partie de la métropole de Manille, située sur l'île de Luçon.
La population était de 450 741 habitants en 2015.

## Historique
Fondée en 1630, Marikina a été intégrée en 1975, et a le statut de ville depuis 1996.